# 增长极理论
增长极理论（英語：Growth pole theory）是法国经济学家弗郎索瓦·佩鲁于1950年代提出的非均衡区域发展理论，尤其对于中国、巴基斯坦等发展中国家的区域经济发展和区域规划起到了显著的影响。

## 理论概述
增长极理论是以非均衡发展理论为基础的，在发展经济的产业关联研究上作出了重大贡献。法国经济学家佩鲁最早在在他的著作《经济空间：理论的应用》、《略论发展极的概念》等中，率先提出了以“增长极”为标志和以“不平等动力学”为基础的区域非均衡增长的理论。
佩鲁的增长极理论的实质是一种阐释区域非均衡发展原理的理论，他关注“增长或发展如何产生？”“如何进一步发展的”等经济学议题。佩鲁认为，“增长并非同时出现在所有地方，它以不同的强度首先出现在一些增长点或增长极上，然后通过不同的渠道向外扩散，并对整个区域的经济产生不同的最终影响”。因此，在增长极理论的指导下，区域发展的实质过程便是区域极化和扩散的过程，区域规划的方法便是促进具有区位和资源禀赋优势的地区激化和扩散。
佩鲁使用的“经济空间”不同于地理空间，是一个纯经济概念，因此最初增长极的概念也不是物质空间的概念。后来，布德维尔对增长极的理论进行了转化，将增长极定义为是指“在城市配置不断扩大的工业综合体，并在影响范围内引导经济活动的进一步发展”，将增长极和极化空间、城镇联系起来，使增长极有了确定的地理位置。

## 具体过程
佩鲁在研究区域经济空间时，首先将经济空间划分为三种类型，即：
- 规划的空间
- 作为力场的空间
- 同质类聚空间

佩鲁研究的经济空间主要指“作为力场的空间”，“经济空间由那些能产生离心力和向心力的中心构成”。佩鲁从抽象的经济空间出发，认为经济空间存在着若干中心、力场或极，产生类似“磁极”作用的各种离心力和向心力，从而产生相互联合的一定范围的“场”，并总是处于非平衡状况的极化过程之中。
“作为力场的空间”的区域空间结构随着区域发展而演变，一般包括四个阶段：
- 均衡封闭式空间结构
- 单核极化型空间结构
- 多核扩散型空间结构
- 均衡网络化空间结构

## 应用
中国先后推动发展深圳特区为核心的珠三角地区、浦东新区为核心的长三角地区、滨海新区为核心的环渤海地区作为三个增长极，以及滨海新区获批成为国家综合配套改革试验区的经济学和区域规划理论依据便是增长极理论。

## 著作
- 弗郎索瓦·佩鲁，《经济空间：理论的应用》和《略论发展极的概念》